# Argomulyo (Banjit)
Argomulyo is een bestuurslaag in het regentschap Way Kanan van de provincie Lampung, Indonesië. Argomulyo telt 3826 inwoners (volkstelling 2010).